# Бильгехан, Джихат
Джихат Бильгехан (тур. Cihat Bilgehan, 1923, Keskin, Кырыккале — 15 июня 1981, Балыкесир) — турецкий политик, член Великого национального собрания в 1961-80 годах. Занимал ряд постов в 1960-70-х годах.

## Биография
Родился в 1923 году в Кескине. В 1944 году окончил юридический факультет Анкарского университета.
После окончания университета до 1955 года работал судьёй. Затем занимался юридической практикой в Балыкесире, одновременно с этим занялся политикой, вступил в Демократическую партию. В 1961 году принял участие в создании партии Справедливости и был избран от неё членом Великого национального собрания от ила Балыкесир. Переизбирался до 1980 года, когда был лишён членства после переворота 1980 года. Избирался членом главного исполнительного комитета партии Справедливости на 2-м и 3-м партийных конгрессах, прошедших, соответственно, в 1964 и 1966 годах. В этот период Бильгехан входил в ближний круг Садеттина Бильгича, который сформировал правоконсервативное крыло внутри партии Справедливости.
В феврале 1965 году получил пост министра образования в правительстве Угрюплю, в октябре того же года — пост государственного министра в правительстве Демиреля, в ноябре 1966 года был назначен министром финансов .
В 1977 году занимал должность руководителя парламентской группы партии Справедливости. С июля 1977 по январь 1978 года занимал пост министра финансов в правительстве Демиреля. Одновременно с этим с 14 по 28 октября 1977 года был и. о. министра обороны.
Умер 15 июня 1981 года в Бурхание.

## Личная жизнь
Был женат, 4 детей.